# 西広 (市原市)
西広（さいひろ）は、千葉県市原市の五井地区にある大字。現行行政地名は大字西広と西広一丁目から西広六丁目。郵便番号は290-0022。

## 概要
市原市北西部の五井地区の南端で、隣の三和地区との境界付近にある。国分寺台土地区画整理事業施行区域で、西広一丁目から西広六丁目は、換地処分に伴う地番変更と住居表示の実施がなされており、この範囲は国分寺台地区に分類されることもある。土地区画整理事業実施前は大字西広と大字大坪だった。西広六丁目がかつて大坪だったところである。
北は南国分寺台、東は山倉、南は大坪、西は村上と接している。養老川が流れる。

## 歴史

### 沿革
- 1963年5月1日 - 合併と市制施行により市原市の一部となる。
- 1971年 - 区画整理事業が開始
- 2001年 - 区画整理事業が終了

## 世帯数と人口
2017年11月1日現在の世帯数と人口は以下の通りである。
| 丁目      | 世帯数    | 人口    |
| --------- | --------- | ------- |
| 西広      | 46世帯    | 101人   |
| 西広1丁目 | 311世帯   | 792人   |
| 西広2丁目 | 216世帯   | 544人   |
| 西広3丁目 | 171世帯   | 395人   |
| 西広4丁目 | 190世帯   | 435人   |
| 西広5丁目 | 227世帯   | 573人   |
| 西広6丁目 | 457世帯   | 1,071人 |
| 合計      | 1,618世帯 | 3,911人 |

## 学区
公立学校に通学する場合の学区は以下の通りである。
| 町丁字     | 番地 | 小学校                   | 中学校                 | 県立高校 |
| ---------- | ---- | ------------------------ | ---------------------- | -------- |
| 西広       | 一部 | 市原市立国分寺台東小学校 | 市原市立国分寺台中学校 | 第9学区  |
| 西広       | 一部 | 市原市立国分寺台小学校   | 市原市立国分寺台中学校 | 第9学区  |
| 西広一丁目 | 全域 | 市原市立国分寺台小学校   | 市原市立国分寺台中学校 | 第9学区  |
| 西広二丁目 | 全域 | 市原市立国分寺台小学校   | 市原市立国分寺台中学校 | 第9学区  |
| 西広三丁目 | 全域 | 市原市立国分寺台小学校   | 市原市立国分寺台中学校 | 第9学区  |
| 西広四丁目 | 全域 | 市原市立国分寺台小学校   | 市原市立国分寺台中学校 | 第9学区  |
| 西広五丁目 | 全域 | 市原市立国分寺台小学校   | 市原市立国分寺台中学校 | 第9学区  |
| 西広六丁目 | 一部 | 市原市立国分寺台小学校   | 市原市立国分寺台中学校 | 第9学区  |
| 西広六丁目 | 一部 | 市原市立市西小学校       | 市原市立三和中学校     | 第9学区  |

## 交通

### 鉄道
大字内に駅はないが、最寄り駅は海士有木駅である。

### 道路
- 国道297号線